# Antistia (esposa de Pompeyo)
Antistia fue una dama romana del siglo I a. C., primera esposa de Pompeyo el Grande.

## Vida
Antistia y Pompeyo se casaron en el año 86 a. C. por un acuerdo judicial. Tras el saqueo de Asculum, Pompeyo fue procesado por malversación del botín, pero para evitar la condena, acordó con el juez del caso, Publio Antistio, padre de Antistia, que se casaría con su hija si lo absolvía.
En el año 82 a. C., murieron los padres de Antistia: él por orden de Cneo Papirio Carbón; ella se suicidó. Sila, entonces, propuso a Pompeyo que se casara con su hijastra Emilia, a pesar del embarazo de la joven. Pompeyo viendo las ventajas políticas de un matrimonio tal, no dudó en divorciarse de Antistia.